# 台灣共和國臨時政府

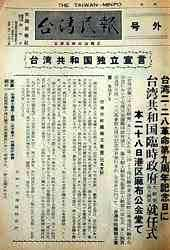
《台灣民報》報導台灣共和國臨時政府於1956年2月28日（二二八革命第九周年紀念日）成立，公布獨立宣言，廖文毅博士獲推選就任大統領

台灣共和國臨時政府是從事台灣獨立運動的一個政治組織，於1956年在日本東京由台灣留美博士廖文毅主導成立，1977年解散。在1950年代中期至1960年代初期，是主要的海外台獨運動組織之一。

## 創立

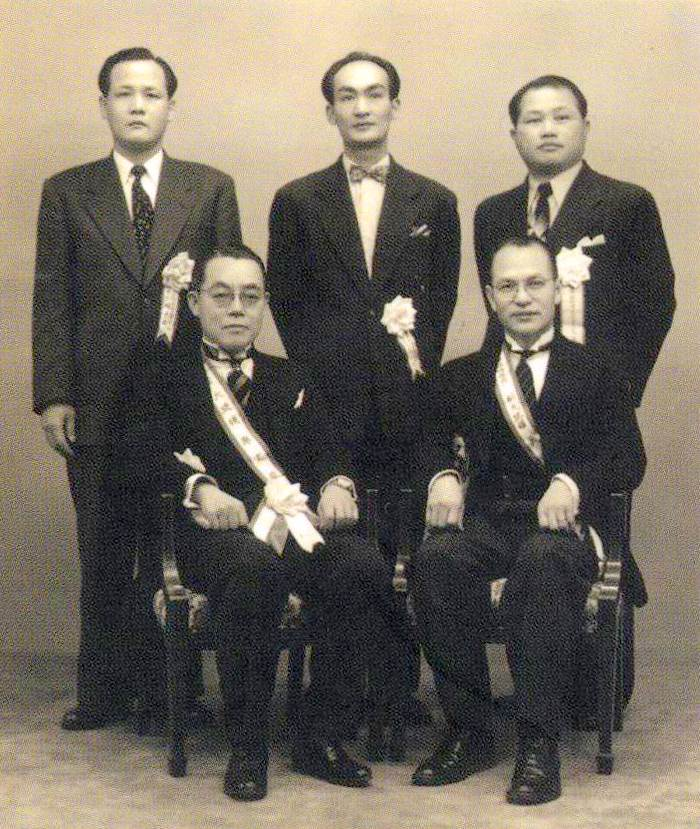
1956年成立合影，前排左為「大統領」廖文毅

歷經台灣再解放聯盟後，1950年2月，廖文毅經菲律賓偷渡到日本。隨即遭到駐日盟軍以「偷渡和從事違法政治活動」逮捕。在獄中，廖文毅結合在日本的台灣人團體，與黃南鵬、陳哲民、林純章等人會合改組台灣再解放聯盟。同年5月17日在東京神田YMCA組成「台灣民主獨立黨」（FDIP），對外宣稱擁有1400名黨員，成為當時在日本台獨運動的中心。1955年廖文毅本人即曾以「台灣民主獨立黨」主席身分前往在印尼萬隆召開的亞非會議。
隨後為了引起公共輿論注意，台獨人士即認為有必要成立臨時議會、臨時政府的流亡組織，以建立代表性的組織。1955年9月1日，「台灣臨時國民會議」正式成立，並推舉廖文毅為名譽議長、吳振南為議長；鄭萬福為副議長。11月27日，台灣臨時國民會議通過〈台灣共和國臨時政府組織條約〉，依此條例，台灣臨時國民會議遂於1956年1月15日改為「台灣共和國臨時國民會議」。1956年廖文毅等人聯合簡文介的「台灣民主獨立黨」，於2月28日二二八事件九週年時，宣佈台灣共和國臨時政府正式成立於日本東京。在成立大會上，選出廖文毅為大統領，吳振南為副大統領，簡文介為政府秘書長，除各部會首長之外，並且組織台灣共和國臨時國民議會，由郭泰成出任議長。
台灣共和國臨時政府要求在民族自決下實現台灣獨立。成員不少是戰後流亡日本的台灣政治參與者，以及經商者與留學生。同年8月1日，公布〈台灣共和國臨時憲法〉。廖文毅在《台灣民本主義》一書中，提出台灣共和國是繼承東寧王國（即鄭氏王朝）、台灣民主國之後，台灣民族第三次建國運動。

## 活動

### 海外活動
《臺灣民報》（The Taiwan-Minpo）於1953年創刊，由劉吶明主編。台灣共和國臨時政府成立後為其機關報。
台灣共和國臨時政府雖然沒有獲得任何國家的承認，但是台灣共和國臨時政府也獲得不少海外台僑的支持。不少國家也紛紛以流亡政府領袖身分接待他。1957年8月31日，馬來亞首相东姑阿都拉曼邀請廖文毅以「台灣共和國臨時政府大統領」的身分參加獨立慶典。其中陳智雄更曾擔任台灣共和國臨時政府東南亞巡迴大使。不少在日台灣人也紛紛加入台灣共和國臨時政府。

### 島內活動
1948年受到廖文毅影響的廖史豪、黃紀男由港返台後，即開始在島內吸收同志即同情者，傳播台獨意識。而在組織中，黃紀男、廖史豪與鍾謙順負責台北地區活動；偕約瑟負責基隆；溫炎煋在中部地區，許朝卿、許劍雄則分別在台南、嘉義和高雄地區。在島內的組織還曾計畫過暗殺蔣中正、蔣經國父子。然而在1950年該組織被中華民國政府破獲，之後1962年及1970年也發生第二、三次被捕事件。
1958年4月，臺灣內部則有海軍台灣獨立案爆發 。起因於海軍士官許昭榮將簡文介所著《台灣獨立運動十周年》帶回臺灣，本案被指涉案人員企圖與廖文毅組織聯絡。

## 結果
但是台灣共和國臨時政府面臨了財務的窘迫與內部的分化，而且海外的台灣獨立運動大本營也逐漸由日本轉向美國，再加上與台灣青年社的內讧，使得台灣共和國臨時政府的號召力每況愈下；1965年5月，廖文毅返台「投降」中華民國政府之後，由郭泰成繼任台灣共和國臨時政府大統領，並由台灣共和黨的林台元繼任台灣共和國臨時政府副大統領。
1966年10月，台灣共和國臨時政府副大统领吳振南返臺「投降」中華民國政府。
1976年10月8日，郭泰成病故後，林台元繼任台灣共和國臨時政府大統領。3個月後的1977年1月7日，林台元也過世，台灣共和國臨時政府解散。

## 歷任大統領
- 廖文毅：1956年2月28日—1965年5月14日
- 郭泰成：1965年7月15日—1976年10月8日
- 林台元：1976年10月8日—1977年1月7日

## 臨時議會議員名單
- 名譽議長廖文毅
- 議長吳振南
- 副議長鄭萬福

陳芳生、林劍峯、陳宣文、鄭方福、陳金泉、林仙舟、蔡錦霞、吳振南、楊逸民、郭泰成、顏光正、曾炳南、鮑瑞生、林阿尾、廖明耀、吳東風、林純章、江一青、許振聲、林炎興、劉吶明、趙梅林、傅元壽、簡文介